# Bsara
Bsara (en àrab لبصارة, Labṣāra; en amazic ⴱⵙⴰⵕⴰ) és una comuna rural de la prefectura d'Oujda-Angad, a la regió de L'Oriental, al Marroc. Segons el cens de 2014 tenia una població total de 1.428 persones.